# SaGa
SaGa (サガ?, Sa·Ga) è una serie di videogiochi prodotta dalla SquareSoft (ora Square Enix). La serie è nata per Game Boy nel 1989 creata da Akitoshi Kawazu. Da allora è continuata su più piattaforme, dal Super Nintendo Entertainment System alla PlayStation 2.
La serie si distingue per la sua enfasi sull'esplorazione del mondo aperto, complotti ramificati non-lineari, e il gameplay a volte non convenzionale. Questo distingue la serie dalla maggior parte dei titoli Square.

## La serie SaGa

### Capitoli Legend
- The Final Fantasy Legend - per Game Boy (1989);
- Final Fantasy Legend II - per Game Boy (1990);
- Final Fantasy Legend III - per Game Boy (1991).

### Capitoli Romancing
- Romancing SaGa - per Super Famicom (1992);
- Romancing SaGa 2 - per Super Famicom (1993);
- Romancing SaGa 3 - per Super Famicom (1995).

### Capitoli Frontier
- SaGa Frontier - per PlayStation (1997);
- SaGa Frontier 2 - per PlayStation (1999).

### Remake
- Romancing SaGa: Minstrel Song - remake di Romancing SaGa, per PlayStation 2 (2005).

### Altri capitoli SaGa
- Unlimited SaGa - per PlayStation 2 (2002);
- Emperors SaGa - per piattaforma GREE (2012);
- Imperial SaGa - per Personal computer (2015);
- SaGa: Scarlet Grace - per PlayStation Vita (2016).
- SaGa Emerald Beyond - per Nintendo Switch,  PlayStation 4, PlayStation 5,  Windows, IOS,  Android (2024).